# Avagraha
El avagraha (en devanagari, अवग्रह, simbolizado como ऽ) es un símbolo utilizado para indicar la prodelisión de una a inicial (en devanagari, अ) en muchos idiomas de la India. Por lo general, se representa con un grafema similar a la letra s en el alfabeto latino en el caso del devanagari; en la transliteración (AITS), se lo marca con un apóstrofo. En sánscrito, un ejemplo es la afirmación filosófica y mantra शिवोऽहम्, Śivo’ham, que proviene de Śivaḥ aham —«Yo [soy] Shiva»— y es producto del sandhi de शिव: + अहम् (Śivaḥ + aham). También se emplea para separar los componentes de una unidad léxica.
A la vez se emplea para prolongar sonidos vocálicos en otras lenguas. Por ejemplo, en el hindi, माँऽऽऽ! equivale a Mãããã! —una forma de llamar a la propia madre—. Asimismo, se emplea para transliterar al devanagari palabras de idiomas extranjeros en la mensajería instantánea: cool se transforma en कूऽल. En dicho idioma, también es un símbolo que señala las sílabas largas en la métrica de la poesía. Por ejemplo, las sílabas en la palabra छंदः (AITS: chaṃdaḥ, «metro» en nominativo masculino singular) son marcadas como ऽ ऽ, que indica que ambas sílabas son largas. 

## En Unicode
En el sistema Unicode aparecen muchas formas en las que el avagraha se codifica en distintos sistemas de escritura en la India.
| Caracteres | Número en Unicode | Alfabeto                      |
| ---------- | ----------------- | ----------------------------- |
| ऽ          | U+093D            | Signo en devanagari           |
| ꣱           | U+A8F1            | Signo combinado en devanagari |
| ꣷ          | U+A8F7            | Chandrabindu y avagraha       |
| ঽ          | U+09BD            | Alfabeto bengalí              |
| ઽ          | U+0ABD            | Alfabeto gujarati             |
| ଽ          | U+0B3D            | Alfabeto odia                 |
| ఽ          | U+0C3D            | Alfabeto telugu               |
| ಽ          | U+0CBD            | Alfabeto Kannada              |
| ഽ          | U+0D3D            | Alfabeto malabar              |
| ᮺ          | U+1BBA            | Alfabeto sondanés             |
| 𑓄          | U+0114C4          | Tirhuta                       |